# 错母折林
错母折林（藏語：མཚོ་མོ་གྲམ་གླིང་，威利转写：mtsho mo gram gling，THL：Tsomo Dramling）位于中国西藏自治区南部日喀则地区定结县境内，地处定结县东部，喜马拉雅山北麓的断陷盆地内。湖面海拔4421米，面积66.5平方公里。湖滨多为冲积平原。湖区年均气温2℃，年均降水量300毫米。湖水主要靠地表径流补给。